# Sarsina
Sàrsina är en kommun i provinsen Forlì-Cesena, i regionen Emilia-Romagna i Italien. Kommunen hade 3 380 invånare (2018) och gränsar till kommunerna Bagno di Romagna, Cesena, Civitella di Romagna, Mercato Saraceno, Sant'Agata Feltria, Santa Sofia, Sogliano al Rubicone samt Verghereto.